# Remondo
Remondo ist ein Ort und eine Gemeinde (municipio) mit 316 Einwohnern (Stand: 2024) in der zentralspanischen Provinz Segovia in der Autonomen Region Kastilien-León. 

## Lage und Klima
Remondo liegt in der kastilischen Meseta in ca. 755 m Höhe ungefähr 47 Kilometer (Fahrtstrecke) nordnordwestlich der Provinzhauptstadt Segovia. Das Klima ist gemäßigt bis warm; Regen (470 mm/Jahr) fällt mit Ausnahme der trockenen Sommermonate übers Jahr verteilt.

## Bevölkerungsentwicklung
| Jahr      | 1970 | 1981 | 1991 | 2001 | 2011 | 2021 |
| Einwohner | 456  | 395  | 393  | 363  | 339  | 298  |

## Sehenswürdigkeiten
- Kirche Mariä Himmelfahrt
- Wasserturm

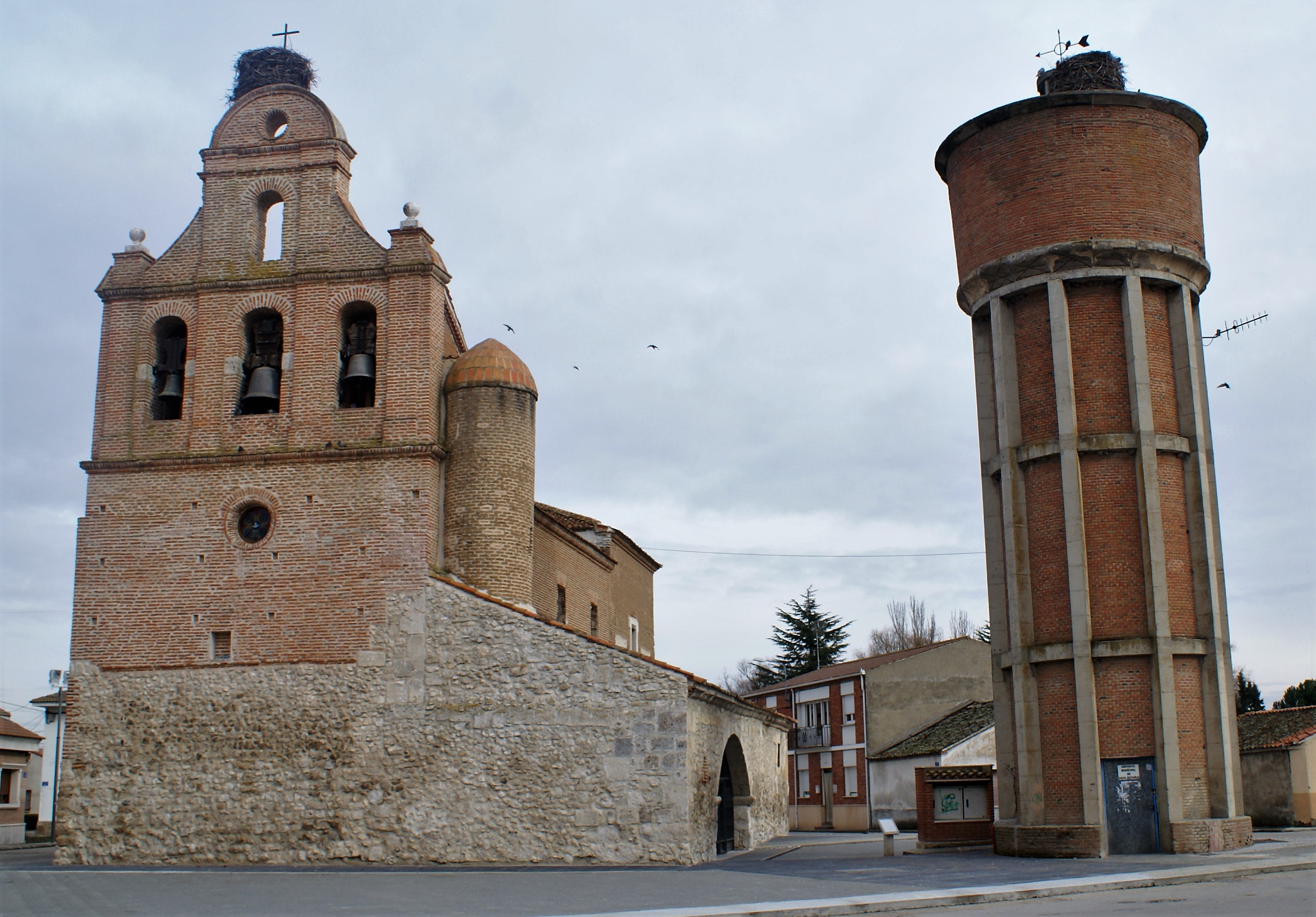
Kirche Mariä Himmelfahrt und Wasserturm
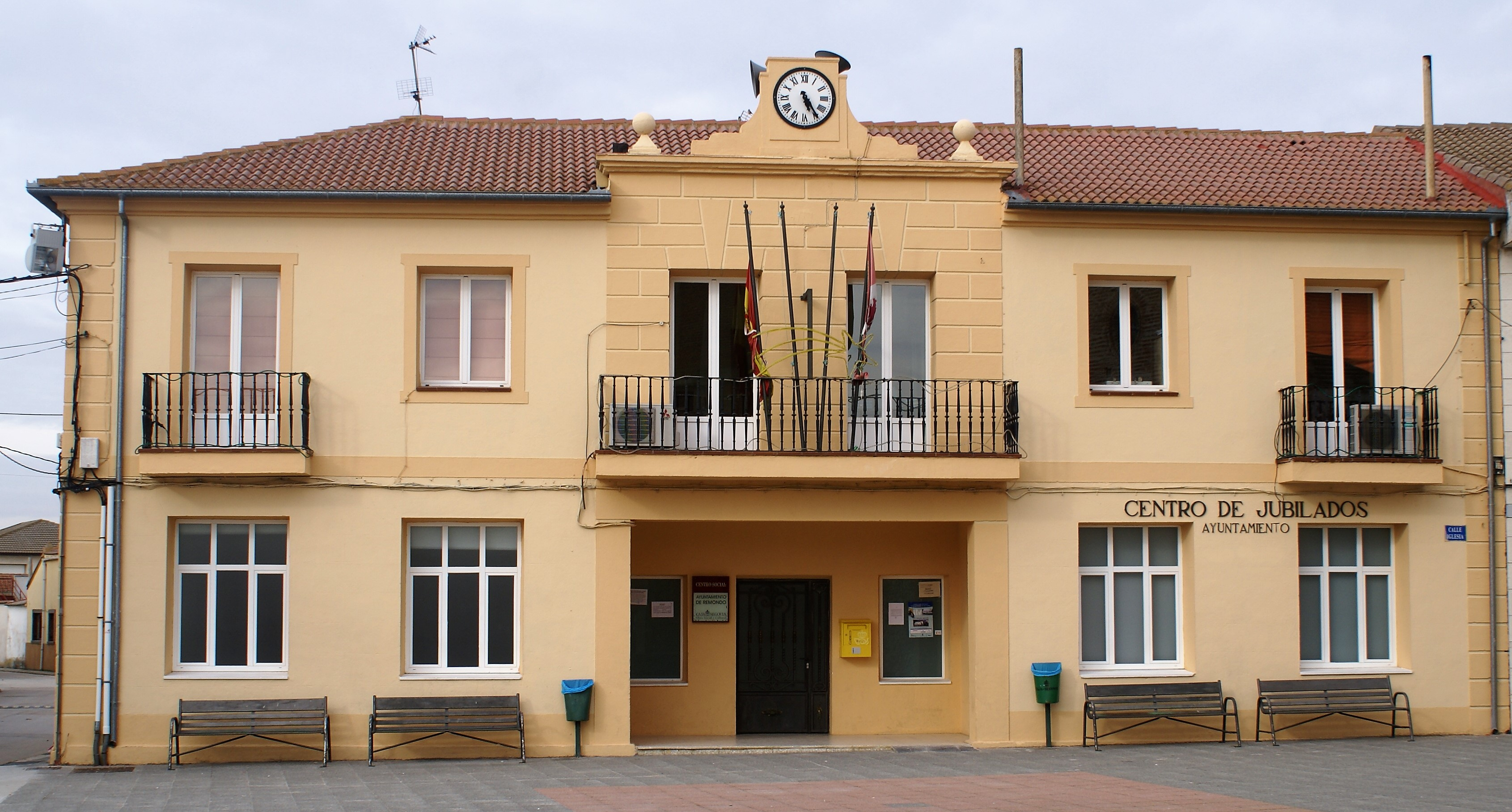
Rathaus